# Парусный спорт на летних Олимпийских играх 1900 — 3—10 тонн
Соревнования среди лодок водоизмещением от 3 до 10 тонн в парусном спорте на летних Олимпийских играх 1900 прошли 25 мая. Приняли участие 8 команд из четырёх стран.

## Призёры
| Золото                                                         | Серебро                                                               | Бронза           |
| Великобритания Х. Н. Джефферсон · Говард Тейлор · Эдвард Хор · | Франция Морис Гуффле · Робер Гуффле · Шарли Гьюро · А. Дюбо · Ж. Дюбо | США Х. Мак-Генри |

## Соревнование
| Место | Команда                                                              | Яхта      | Результат |
| ----- | -------------------------------------------------------------------- | --------- | --------- |
| 1     | Великобритания Х. Н. Джефферсон, Говард Тейлор, Эдвард Хор           | Bona Fide | 4:14:58   |
| 2     | Франция Морис Гуффле, Робер Гуффле, Шарли Гьюро, А. Дюбо, Ж. Дюбо    | Gitana    | 4:35:44   |
| 3     | США Х. Мак-Генри                                                     | Frimousse | 4:38:49   |
| 4     | Нидерланды Кристоффель Хойкас, Хенрикус Смулдерс, Ари ван дер Велден | Mascotte  | 4:46:36   |
| 5     | Франция Лерой                                                        | Mascaret  | 5:08:51   |
| 6     | Франция Мусетт                                                       | Marsouin  | 5:16:50   |
| 7     | Франция Уильям Мартин                                                | Pirouette | 5:30:07   |
| —     | Франция Э. Мишле                                                     | Turquoise | DSQ       |